# زندگی نو
زندگی نو (به انگلیسی: The New Life) (به ترکی استانبولی: Yeni Hayat) رمانی به زبان ترکی نوشتهٔ اورهان پاموک در مورد زندگی دانشجوی جوان مهندسی در استانبول است که در لابه‌لای صفحات یک کتاب به دنبال کشف «زندگی نو» است. شخصیت اصلی (عثمان) تعدادی خواننده دیگر را پیدا می‌کند که همانند او تحت تأثیر این کتاب قرار گرفته‌اند و هم‌چنین تعداد کمی از افرادی که می‌خواهند کتاب و خوانندگان آن را به دلیل تأثیرات کتاب بر پیروانش از بین ببرند. در خلال داستان هیچ عبارتی از این «کتاب» ذکر نمی‌شود و خوانندگان رمان باید از طریق اقدامات و گفتگوهای ذهنی شخصیت اصلی و دیگر خوانندگان وسواسی کتاب، گمانه‌زنی‌هایی فرضی در مورد ماهیت کتاب داشته باشند.

## طرح رمان
شخصیت اصلی، عثمان، اولین بار «کتاب» را در سلف دانشگاه می‌بیند، زمانی که دختری به نام «جانان» کتاب را برای چند لحظه روی میز او می‌گذارد. او بعداً کتاب را در یک بساط کتابفروشی خریداری می‌کند و از خواندن آن بسیار هیجان‌زده می‌شود چرا که جستجوی یک زندگی جدید را وعده می‌دهد. جانان عثمان را به معشوق خود «محمد» معرفی می‌کند که کتاب را خوانده‌است و به جهان توصیف شده در کتاب راه یافته‌است. عثمان که از اینجا به بعد دلباخته جانان شده‌است، شاهد تیر خوردن محمد در ایستگاه اتوبوس است. اما محمد به طرز مرموزی ناپدید می‌شود و نمی‌توان او را در هیچ بیمارستانی پیدا کرد. در ادامه سفرهایی در اتوبوس‌های سورئال در جستجوی محمد آغاز می‌شود. یکی از اتوبوس‌ها دچار یک تصادف جاده‌ای می‌شود که باعث مرگ و میر مسافران می‌شود، اما آن‌ها زنده می‌مانند، کیف پول‌ها و هویت دو مسافر مرده را به دست می‌آورند. آنها سفر را ادامه می‌دهند و با «دکتر نارین»، پدر محمد روبرو می‌شوند. به نظر می‌رسد که او جاسوس‌ها را فرستاده تا جاسوسی پسرش را بکنند و دیگر خوانندگان کتاب را قتل‌عام کنند. جانان خود را ناپدید می‌کند و عثمان سفرهای اتوبوسی خشن‌تری را ادامه می‌دهد. بعدها عنوان می‌شود که یکی از دوستان راه‌آهنی پدر عثمان، به نام «عمو رفقی» ممکن است در واقع نویسندهٔ کتاب باشد.

## بازخورد
این رمان با بازخوردهایی منفی از سوی منتقدان و خوانندگان به‌طور یکسان روبرو شد و بسیاری آن را غیرقابل درک عنوان کردند. در مقابلِ نقدهای منفی، گزارش شده‌است که زندگی نو به عنوان سریع‌ترین کتاب پرفروش در تاریخ ترکیه در زمان انتشار آن تبدیل شده‌است. در یک سال به فروش ۱۶۴۰۰۰ نسخه دست یافته‌است و تا سال ۱۹۹۷ این رقم بیش از ۲۰۰۰۰۰ بوده‌است.

## ترجمه
این کتاب توسط انتشارات ققنوس و به قلم ارسلان فصیحی به فارسی ترجمه شده‌است.